# Monika Szwaja
Monika Zofia Szwaja (ur. 12 grudnia 1949 w Krobielewku, zm. 22 listopada 2015 w Szczecinie) – polska pisarka i dziennikarka telewizyjna.

## Życiorys
W 1967 ukończyła V Liceum Ogólnokształcące im. Adama Asnyka w Szczecinie, a następnie polonistykę – na Uniwersytecie im. Adama Mickiewicza w Poznaniu. W czasie studiów zaczęła pracę w Ośrodku Telewizyjnym w Szczecinie, gdzie zajmowała szereg stanowisk (w laboratorium, następnie jako asystentka reżysera montażu, dysponent, inspektor programu, reporterka „Kroniki”) i skąd została zwolniona w stanie wojennym. Przez następnych 8 lat pracowała jako nauczycielka języka polskiego i historii w małym Podgórzynie położonym w Karkonoszach. Na podstawie doświadczeń z tego okresu powstała powieść Jestem nudziarą. W 1989 wróciła do pracy w telewizji, ale w 2002 porzuciła ją na rzecz pisarstwa.
Od trzeciego roku życia mieszkała w Szczecinie i silnie związała się z tym miastem – została uhonorowana tytułem Ambasadora Szczecina 2004. Posiadała własne wydawnictwo – SOL, w którym publikowała książki w czterech seriach: „Monika Szwaja”, „Monika Szwaja poleca”, „Dla Eli”, „Autorska”.
Była córką Teofila Szwai (nadleśniczego w Krobielewku) i Heleny z domu Zakrzewskiej. Miała starsze rodzeństwo: Małgorzatę (1938–2003) i Andrzeja (1940–2022). Jej syn, Wawrzyniec Szwaja (ur. w 1984), jest dźwiękowcem w Radiu Szczecin. Jej bratem ciotecznym był Cezary Chlebowski, a jej stryjem – Edward Szwaja.
28 listopada 2015 została pochowana na cmentarzu Centralnym w Szczecinie.

## Twórczość
- Jestem nudziarą (2003, Warszawa, wyd. Prószyński i S-ka, ISBN 83-7337-416-7)
- Stateczna i postrzelona (2005, Warszawa, wyd. Prószyński i S-ka, ISBN 83-7337-945-2)
- Dom na klifie (2006, Warszawa, wyd. Prószyński i S-ka, ISBN 83-7469-321-5)
- Powtórka z morderstwa (2006, Warszawa, wyd. Prószyński i S-ka, ISBN 83-7469-421-1); kryminał
- Klub mało używanych dziewic (2007, wyd. Sol, ISBN 978-83-925879-0-3)
- Dziewice, do boju! (2008, wyd. Sol, ISBN 978-83-925879-8-9)
- Zatoka trujących jabłuszek (2008, wyd Sol, ISBN 978-83-925879-9-6)
- Gosposia prawie do wszystkiego (2009, wyd. Sol, ISBN 978-83-925879-3-4)
- Zupa z ryby fugu (2010, wyd. Sol, ISBN 978-83-62405-03-9)
- Nie dla mięczaków (2011, wyd. Empik Sp z o.o., ISBN 978-83-7782-000-1)
- Matka wszystkich lalek (2011 ISBN 978-83-62405-23-7)
- Anioł w kapeluszu (2013)

### Seria o Wice Sokołowskiej
- Zapiski stanu poważnego (2004, Warszawa, wyd. Prószyński i S-ka, ISBN 83-7337-759-X)
- Romans na receptę (2004, Warszawa, wyd. Prószyński i S-ka, ISBN 83-7337-626-7)
- Artystka wędrowna (2005, Warszawa, wyd. Gruner + Jahr Polska, ISBN 83-60376-65-4)